# Hospital de Calaf
L'Hospital de Calaf és un edifici de Calaf (Anoia) inclòs l'Inventari del Patrimoni Arquitectònic de Catalunya.

## Descripció
És un edifici d'estructura gòtica construït al segle xvi sobre l'antiga muralla que cercava la vila. L'edifici fou refet gairebé totalment al segle xviii i restaurant novament al segle xix, per la qual cosa conserva molt pocs elements del primitiu edifici.
Els murs de l'edifici són fets de pedra calcària, i saulonenca en alguns llocs, ben escairada però de talla una mica tosca.
En destaquen una torre quadrada i un portal adovellat pel qual es puja al castell.

## Història
L'hospital de Calaf existia des d'abans del 1559. Segons una relació de l'any 1661, fou fundat per un benefactor anònim, fill de Calaf. Al segle xvi era regit per una junta de prohoms presidida per un eclesiàstic i tenia l'obligació imposada pels fundadors, d'acollir els vells i els malalts de la vila. El 1783 pont de l'hospital i la capella foren refets.
El 1884 fou restaurat i ocupat per religioses carmelitanes de la caritat.
Aviat deixà de ser hospital i es convertí en un col·legi per a nenes. Després de la guerra civil, el col·legi fou dirigit per les germanes dominiques, les quals ocuparen l'edifici fins a l'any 1965. Actualment, l'antic hospital de Calaf és utilitzat com a habitatge particular per diverses famílies.